# Swietłana Chodczenkowa

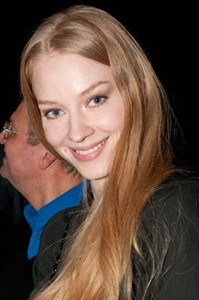
Swietłana Chodczenkowa (2010)

Swietłana Wiktorowna Chodczenkowa, ros. Светлана Викторовна Ходченкова (ur. 21 stycznia 1983 w Moskwie) – rosyjska aktorka.

## Życiorys
Swietłana Chodczenkowa urodziła się 21 stycznia 1983 roku. Dzieciństwo spędziła w Żeleznodorożnym niedaleko Moskwy pod opieką matki. Początkowo planowała studiować medycynę, ale w 1998 roku została zauważona przez branżę modową. Zaczęła pracować jako modelka w Moskwie, wkrótce potem zaczęła także jeździć na zagraniczne pokazy. Po kilku latach pracy modelki podjęła studia ekonomiczne, ale porzuciła je szybko i przeniosła się w 2001 roku do szkoły teatralnej im. Borisa Szczukina, którą ukończyła cztery lata później.
W filmie zadebiutowała w 2003 roku rolą w Pobłogosławcie kobietę (ros. Благословите женщину). Rola została dobrze przyjęta, po tym filmie zaczęła otrzymywać kolejne, liczne propozycje zawodowe. W 2008 roku wystąpiła w polskim filmie Mała Moskwa, który przyniósł jej w Polsce popularność i uznanie krytyki – Złote Lwy na festiwalu w Gdyni. Po kolejnych kilku latach wyjechała do krajów zachodnich, gdzie kontynuowała karierę aktorską.

## Życie prywatne
13 grudnia 2005 poślubiła aktora Władimira Jagłycza, małżeństwo rozpadło się cztery lata później.

## Filmografia
- 2003: Pobłogosławcie kobietę jako Wiera
- 2005: Nie samym chlebem jako Natasza
- 2007: Kilometr zero jako Alina
- 2008: Prawdziwy tata jako Ludmiła
- 2008: Mała Moskwa jako Wiera Swietłowa
- 2009: Miłość w wielkim mieście jako Nastia
- 2010: Miłość w wielkim mieście 2 jako Nastia
- 2011: Pięć narzeczonych jako Nastia Karpowa, narzeczona
- 2011: Szpieg jako Irina
- 2012: Metro jako Irina
- 2013: Wolverine jako Viper
- 2014: Kocha nie kocha jako Ira
- 2015: Koniec pięknej epoki jako Marina
- 2016: Wiking jako Irina
- 2017: Blockbuster jako Ira
- 2017: Droga przez mękę jako Liza Rastorgueva (miniserial)
- 2019: Bohater jako Maria Rahmanowa
- 2020: Na ostrzu jako Aleksandra Pakrowska

## Nagrody
- Nagroda na FPFF w Gdyni nagroda za pierwszoplanową rolę kobiecą (2008)